# Bruno de Winter
Bruno de Winter (Antwerpen, 9 maart 1910 - aldaar, 30 mei 1955) was een Vlaams journalist. Hij werd bekend als stichter en eerste hoofdredacteur van 't Pallieterke, een satirisch Vlaamsgezind weekblad van rechts conservatieve strekking.

## Levensloop
De Winter was de zoon van Leopold De Winter, kapitein ter lange omvaart. Zijn moeder was verpleegster. Hij voltooide de eerste drie jaren van de middelbare school aan het Sint-Jan Berchmanscollege van Antwerpen en ging als 16-jarige in 1926 werken bij het verzekeringskantoor van zijn oom.
In 1931 trad hij in dienst bij het Antwerpse dagblad Het Handelsblad. Hij begon er als hulpje en groeide langzamerhand door tot journalist. Vanaf 1936 versloeg De Winter voor de krant de werkzaamheden in het parlement en vanaf 1938 werd hij Antwerps stadsredacteur.
Tijdens de Tweede Wereldoorlog werd De Winter korte tijd gevangengenomen door de Duitse bezetter. Omdat de krant niet verscheen tijdens de oorlog werd De Winter na zijn vrijlating ambtenaar. Op 5 april 1943 werd zijn huis vernield door het Amerikaanse friendly fire bombardement op Mortsel en verhuisde hij met zijn vrouw en zijn twee kinderen naar Antwerpen.
Op het einde van de oorlog verscheen Het Handelsblad opnieuw en De Winter kreeg een eigen column die hij Kleine Kronijk noemde en ondertekende met ’t Pallieterke waarin hij op satirische wijze zijn mening gaf op allerlei gebeurtenissen in de stad en het land. Omdat De Winter zijn column wilde uitbouwen tot een weekblad maar hiervoor geen gehoor vond bij de krant, verliet De Winter in het voorjaar van 1945 Het Handelsblad.
Op 17 mei 1945 verscheen het eerste nummer van 't Pallieterke. Na de eerste jaargang die hijzelf volledig voor zijn rekening nam was de oplage gestegen tot bijna 50.000 stuks. Niet door nationalisme, maar vooral gedreven door zijn rechtvaardigheidsgevoel klaagde hij de repressie met haar anti-Vlaamse excessen op satirische wijze aan. De Winter wist zijn boodschap zo te verkondigen dat hij nooit heeft moeten vrezen voor een rechtszaak. Hij koos meestal partij voor de zwakkeren.
Tijdens de Koningskwestie nam hij het op voor Leopold III en tegen de Waalse houding tijdens deze zeer woelige periode. Uit onvrede hiertegen ijverde De Winter vanaf dat ogenblik voor de federalisering van België en de oprichting van een Vlaams-nationalistische partij.
In 1955 overleed De Winter op 45-jarige leeftijd aan een hartaanval.
- Gemeinsame Normdatei: 11886811X
- International Standard Name Identifier: 0000 0000 2913 2542
- Library of Congress Control Number: n86046129
- Nederlandse Thesaurus van Auteursnamen: 072911743
- Virtual International Authority File: 50023255
- WorldCat: E39PBJcgvm6VJ8DmrXQJ7Vfcyd